# Lapin de Pâques

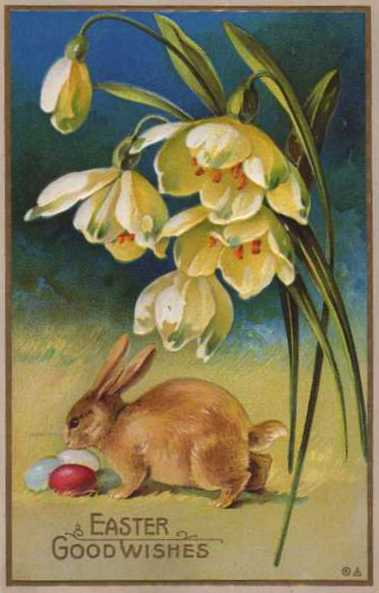
Un lapin, des œufs colorés et un perce-neige sur une carte postale de vœux à l'occasion de la fête chrétienne de Pâques, début du XXe siècle, USA.

Le lièvre de Pâques, devenu le lapin de Pâques, est une créature imaginaire qui, selon certaines traditions, notamment en Europe, distribue, la veille du matin de Pâques, une importante fête de la chrétienté qui a succédé à la période des Aurores (germanique Oster), des « œufs de Pâques » colorés ou en chocolat. Ces œufs, cachés, font traditionnellement l'objet d'une chasse aux œufs pratiquée par les enfants. Ce messager est représenté par un lapin dans les régions anglophones (en anglais : Easter Bunny), mais c'est généralement un lièvre qui assume cette mission dans les régions germanophones (en allemand : Osterhase). Dans le quart nord-est de la France, un lapin ou un lièvre, assure ce rôle en fonction de la localité.
Dans d'autres régions d'Europe, en Belgique, en Italie et dans une partie de la France, les œufs de Pâques sont traditionnellement apportés par les cloches de Pâques.

## Description

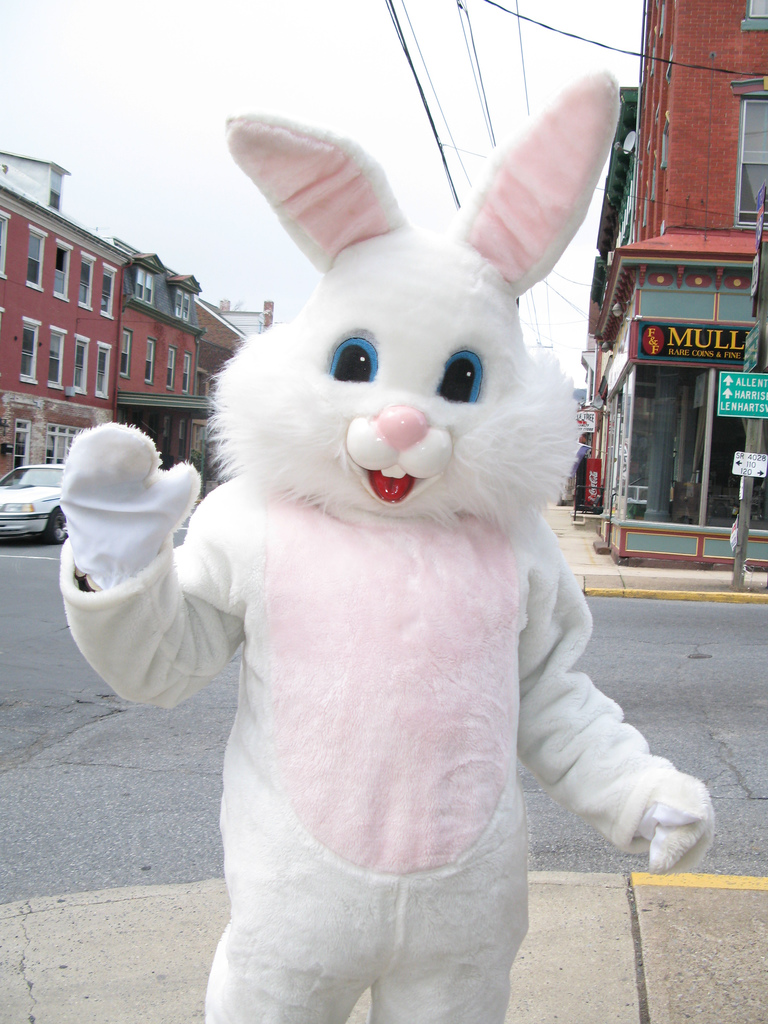
Personnage costumé en lapin de Pâques, distribuant des friandises dans la rue à Hamburg (Pennsylvanie).

Le lapin de Pâques n'a pas de caractéristiques clairement définies. Parfois blanc, parfois brun et parfois bleu, il diffère selon l'imaginaire. C'est aussi le cas dans les films d'animation. Il est généralement parlant.

## Origine
Le lapin symbolisant autrefois la fertilité et le renouveau (comme le printemps), c'est en Haute-Allemagne (Allemagne du sud), que naquit la tradition (Osterhase, « lièvre de Pâques » en français) avant qu'elle ne se répande dans le reste des pays germaniques. Par la suite, cette tradition est exportée aux États-Unis par des immigrants allemands au XVIIIe siècle[réf. nécessaire].
L'origine du lapin viendrait d'une légende allemande dans laquelle une femme pauvre, ne pouvant offrir des douceurs à ses enfants, décora des œufs qu'elle cacha dans le jardin. Les enfants, apercevant un lapin, crurent que celui-ci avait pondu les œufs.
Selon The Catholic Encyclopedia (1913, tome V, page 227), de nombreuses coutumes païennes se rattachèrent à la fête de Pâques. L'œuf est le symbole de la germination qui se produit au printemps, et le lapin est un symbole païen qui a toujours représenté la fécondité. A contrario les premiers œufs de Pâques étaient parfois décorés du motif circulaire des trois lièvres, suggérant ainsi qu'ils symbolisaient la Trinité.
Une autre origine du lapin de Pâques donnerait le lièvre comme animal associé à la déesse Saxonne Éostre (qui a d’ailleurs donné son nom à Easter, Pâques en anglais), bien que cette thèse soit réfutée par certains historiens. De manière similaire, le lièvre apparaît dans l'imagerie scandinave et, plus rarement, celtique.

## Variantes
En Belgique, en Italie et dans une partie de la France, la tradition catholique dit que les œufs de Pâques sont apportés par les cloches de Pâques, de retour de Rome après la Semaine sainte. Depuis plusieurs siècles, il est interdit de sonner les cloches depuis le jeudi jusqu'au dimanche de Pâques. La légende racontée aux enfants dit que les cloches sont parties à Rome où elles sont bénies par le pape. A leur retour le jour de Pâques, elle sonnent à nouveau en déposant dans les jardins les œufs de Pâques pour les enfants,.
En Australie, pour sauver le bilby — un petit marsupial menacé de disparition — et lutter contre la prolifération des lapins dans leur pays, les Australiens tentent de changer depuis quelques années la légende: le lapin de Pâques est désormais remplacé par le bilby de Pâques pour sensibiliser les enfants et dégager des fonds destinés à la protection de ces petits marsupiaux en danger d'extinction,,.

## Postérité

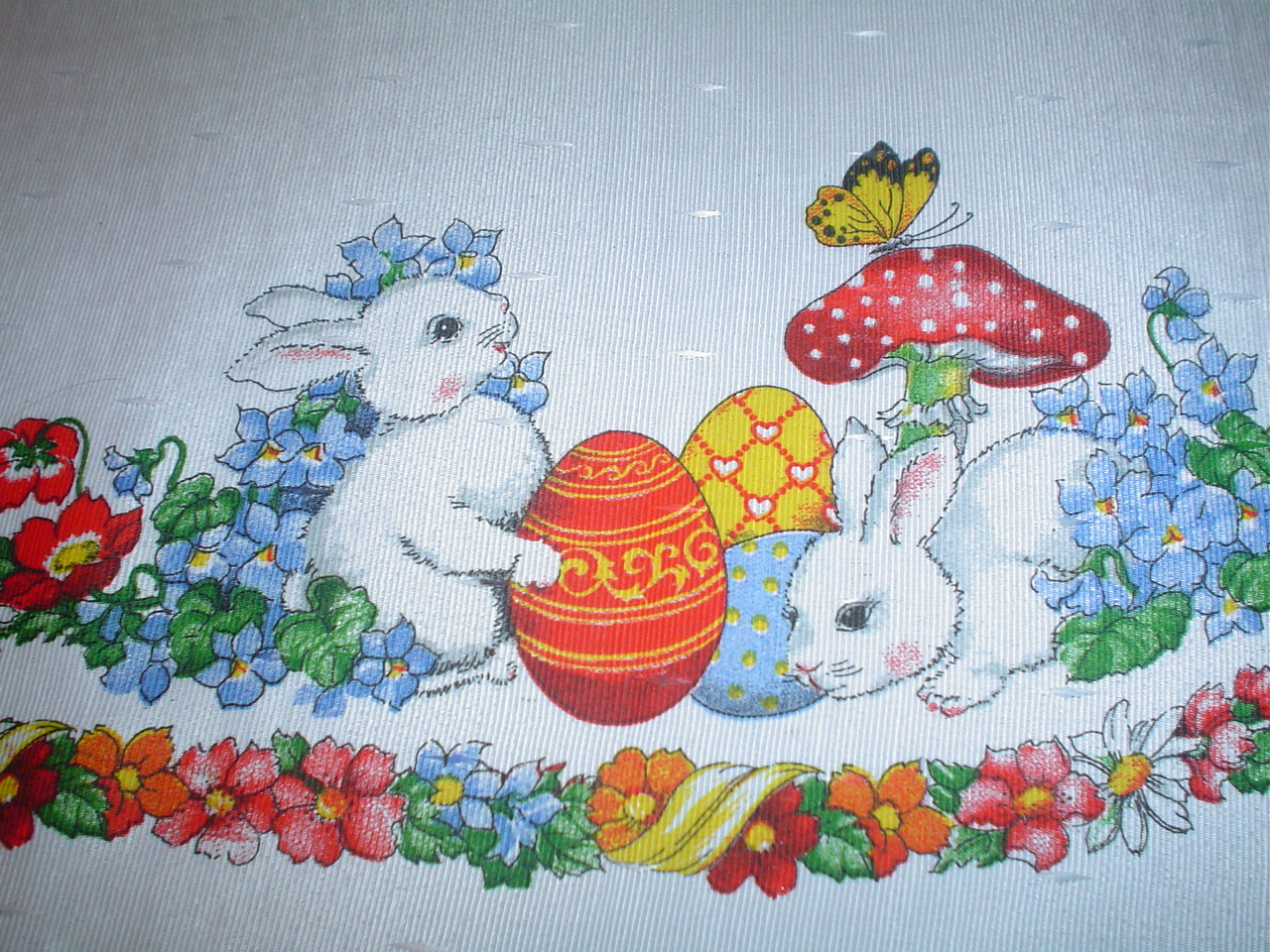
Serviette en papier de Pâques.

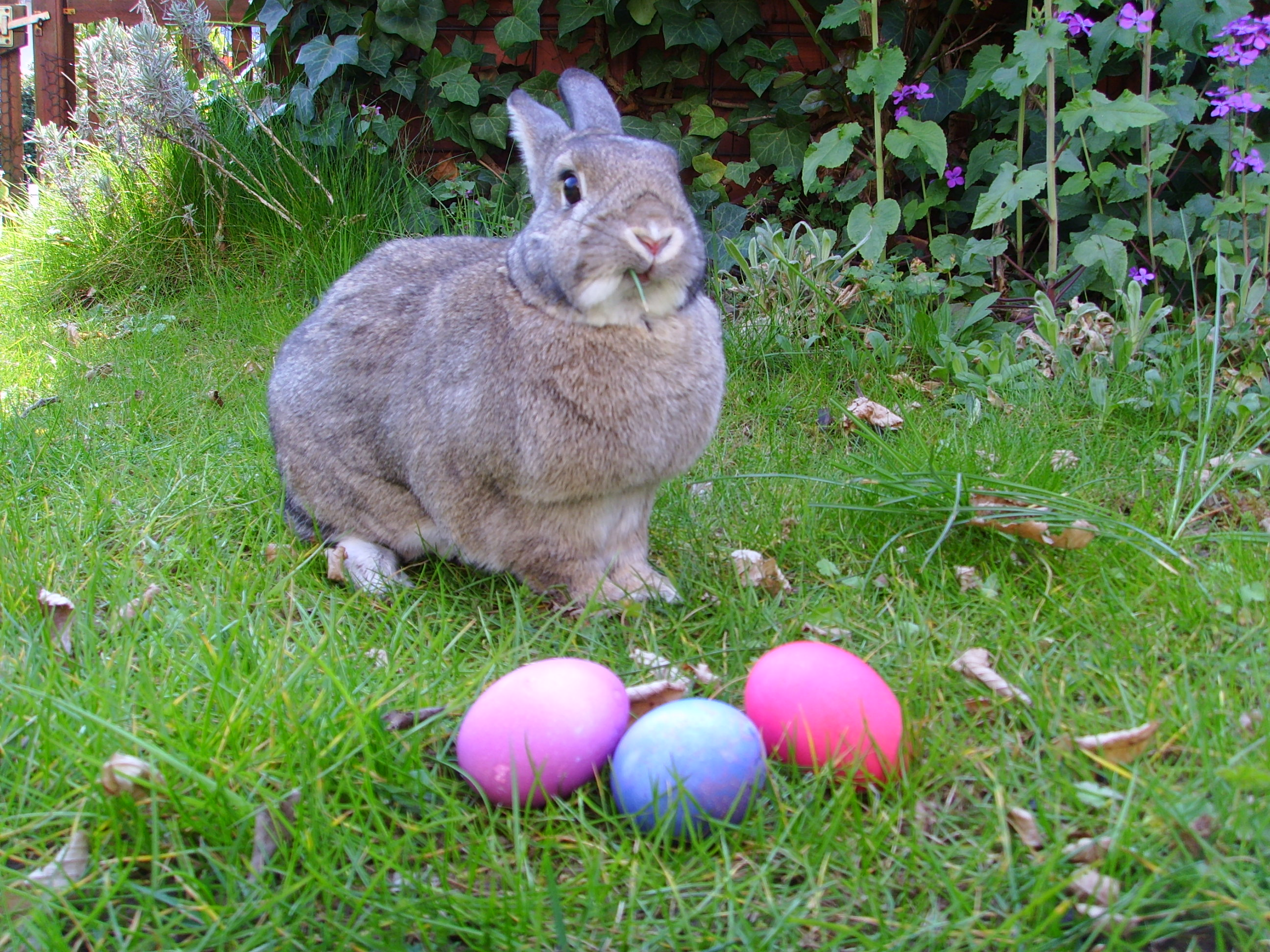
Un « lapin de Pâques » (lapin domestique et œufs de Pâques).

Le thème du lapin de Pâques est largement repris encore au XXIe siècle dans l'iconographie populaire ou enfantine et sur des objets comme des cartes, chocolats, figurines, peluches, etc.
Le film d'animation Hop mêlant prises de vues réelles et également images animées est basé sur ce personnage.
On retrouve également un personnage de lapin de Pâques dans Les Cinq Légendes, film des studios DreamWorks sorti en 2012.